# Warlord
I Warlord sono un gruppo heavy metal statunitense. Insieme a Manowar, Virgin Steele, Manilla Road ed Omen sono considerati uno dei capostipiti del sottogenere epic metal.

## Storia

### I primi anni e lo scioglimento (1981-1985)
I Warlord nacquero nel 1981 in California, per volontà del chitarrista Bill Tsamis e del batterista Mark Zonder, che utilizzavano come pseudonimi rispettivamente Destroyer e Thunderchild, mentre i cantanti avranno sempre nome Damien King (I, II e III). Nel 1983 attirarono l'attenzione di Brian Slagel, fondatore e capo della Metal Blade Records, che li inserì nella compilation Metal Massacre II, con il brano Lucifer's Hammer. Solo pochi mesi dopo, venne pubblicato l'unico album vero e proprio della formazione originale, prima della reunion del 2002. Si tratta dell'EP di sei brani Deliver Us, considerato dalla critica una pietra miliare dell'heavy metal e dell'epic metal, con richiami allo stile dei Rainbow e dei Rush. Child of the Damned verrà nel 1997 riproposta con successo dalla band svedese Hammerfall, nel loro album d'esordio Glory to the Brave.
Dopo Deliver Us, i Warlord pubblicarono il singolo Aliens/Lost And Lonely Days, seguito da un home-video ...And The Cannons Of Destruction Have Begun, registrato dal vivo, ma senza pubblico. La traccia audio dell'home-video venne pubblicata a parte, su vinile, come colonna sonora del video, con l'aggiunta dei due inediti da studio: Soliloquy e MCMLXXXIV.
Nonostante la proposta di un contratto discografico con la Metal Blade, esso fu ritenuto dalla band non soddisfacente; i Warlord, che nel frattempo avevano perso la tastierista Diane Kornarens allora ingaggiarono il cantante Rick Anderson e registrarono con lui un demo di due tracce, "Father" e "Thy Kingdom Come". Il nastro fu proposto ad alcune major, ma il rifiuto di esse a pubblicare il nuovo album dei Warlord minò definitivamente la voglia della band di continuare la carriera musicale.
I Warlord si sciolsero nel 1985, quando Bill Tsamis si trasferì dalla California in Florida.

### Progetti dei componenti (1985-2001)
Tsamis lavorò ad un progetto musicale dai toni mistici, chiamato My Name Is Man, che tentò senza successo di trasporre cinematograficamente. Non trovando produttori, formò allora una nuova band chiamata Lordian Guard, con alla voce la moglie, con cui pubblicò due album. Molte delle canzoni presenti sul primo omonimo album dei Lordian Guard sono brani che avrebbero dovuto far parte del mai pubblicato My Name Is Man o di un ipotetico secondo album dei Warlord. L'altro membro sempre presente in formazione, il batterista Mark Zonder, trovò il successo entrando a far parte dei Fates Warning.

### Reunion (2001-2002)
Diventati un gruppo di culto i Warlord si riformarono nel 2001 dando alla luce l'album Rising Out of the Ashes, composto per buona parte da canzoni già comparse dai Lordian Guard. Per l'occasione, Tsamis e Zonder reclutarono Joacim Cans cantante degli Hammerfall, con il quale suonarono anche al Wacken Open Air festival di quell'anno, affiancati da membri della band italiana Black Jester. Questo concerto fu il primo vero concerto nella storia degli Warlord. Dopo il concerto, il gruppo si sciolse nuovamente.

### Reunion (2011)
Alla fine del 2011 Bill Tsamis ha annunciato nella pagina dei fan della band (The Warlord Battle Choir) su Facebook che la band era di nuovo in studio. Successivamente, Mark Zonder ha pubblicato su YouTube un frammento di una canzone in arrivo. In quell'occasione Tsamis ha rifiutato di rivelare il nome del cantante che sarebbe stato utilizzato. Il 12 marzo 2012, alla vigilia del suo 51º compleanno, Tsamis ha sorpreso i fan dei Warlord con la prima canzone dei Warlord dopo 10 anni, intitolata "Night of the Fury". È stato inoltre rivelato che il ruolo di vocalist è stato nuovamente affidato a Rick Anderson (Damien King III), il cui periodo con i Martiria si era appena concluso. Nell'agosto 2012, i Warlord hanno annunciato che sarebbero stati headliner del Keep It True XVI Festival 2013. Questo annuncio è stato seguito da altre due date in Grecia, ad Atene e Salonicco.
Nell'ottobre 2012 l'EP del 1984 della band "Lost and lonely days/Aliens" è stato rimasterizzato e ripubblicato tramite l'etichetta Sons of a dream music.
Nel marzo 2013 i Warlord hanno pubblicato un nuovo album in studio, intitolato The Holy Empire. L'album è stato accolto positivamente dalla stampa metal. Due esibizioni dal vivo (con il cantante Giles Lavery) ad Atene il 27 aprile 2013 e il 28 aprile 2013 hanno registrato il tutto esaurito.[5] Nel settembre 2013 i Warlord hanno annunciato che il loro nuovo cantante sarà il cipriota Nicholas Leptos, noto per i suoi lavori con Arrayan Path, Astronomikon, Prodigal Earth, Diphtheria e Gangland. Nel marzo 2014 i Warlord hanno annunciato che i compiti di bassista per il tour 2014 sono stati assegnati a Gary Wehrkamp degli Shadow Gallery a causa di problemi di programmazione con Philip Bynoe. Nel maggio 2021 è morto il chitarrista, compositore e fondatore dei Warlord Bill Tsamis.
Il 10 aprile 2023, i Warlord hanno annunciato di essersi riformati con una formazione composta da Mark Zonder (batteria), Giles Lavery (voce), Philip Bynoe (basso) e Jimmy Waldo (tastiere), con la posizione del chitarrista che verrà annunciata in seguito; la band terrà alcuni concerti e un nuovo disco nel 2024 in omaggio al cofondatore Bill Tsamis.
Il Warlord pubblicano il nuovo album “Free Spirit Soar” il 10 maggio 2024 per High Roller Records, preceduto dal singolo Conquerors uscito il 9 Febbraio 2024. Tutto il disco è stato composto dal defunto Bill Tsamis.

## Formazione

### Componenti degli anni 80
- William J. Tsamis (Destroyer) - chitarra (1981-1986)
- Mark Zonder (Thunderchild) - batteria (1981-1986)
- Jack Rucker (Damien King I) - voce (1981-1983)
- Rick Cunningham (Damien King II) - voce (1984-1986)
- Rick Martin Anderson (Damien King III) - voce (1986)[10]
- Dave Watry (Archangel) - basso (1984-1986)
- Diane Kornarens (Sentinel) - tastiera (1981-1986)
- Joe Hall - basso
- Jerry Alcivar - tastiera

### Componenti del 2002
- William J. Tsamis - chitarra e basso
- Mark Zonder - batteria
- Joacim Cans - voce

#### Live
- Paolo Viani - chitarra
- Daniele Soravia - tastiere
- Pasko - basso
- Giles Lavery - voce
- Philip Bynoe - basso
- Angelo Vefeiadis - tastiere

### Componenti del 2013
- William J. Tsamis - chitarra e basso
- Mark Zonder - batteria
- Rick Martin Anderson - voce
- Philip Bynoe - basso

### Componenti del 2023
- Eric Juris - chitarra
- Mark Zonder - Batteria
- Giles Lavery - Voce
- Philip Bynoe - Basso
- Jimmy Waldo - Tastiere

## Discografia
Album in studio
- 1984 - And the Cannons of Destruction Have Begun
- 2002 - Rising Out of the Ashes
- 2013 - The Holy Empire
- 2015 - The Hunt for Damien
- 2024 - Free Spirit Soar

EP
- 1983 - Deliver Us

Compilation
- 1986 - Thy Kingdom Come
- 1989 - Best of Warlord
- 2003 - Book I
- 2012 - Anthology